# Ponzano Veneto
Ponzano Veneto est une commune italienne de la province de Trévise dans la région Vénétie en Italie.

## Histoire
Une tombe d'époque romaine double (deux femmes) a été découverte en 1995 dans la localité de Paderno. L'un des deux ossuaires était fermé par un disque en tôle de bronze portant une représentation de la déesse à la clef, déjà attestée à Montebelluna et caractéristique de la civilisation des Vénètes. Une reconstitution de cette tombe est proposée au musée archéologique de Paderno di Ponzano.
A Merlengo, un des quartiers de la commune se trouve la Villa de la Famille Corner qui était décorée vers 1750, de fresques de Giambattista Tiepolo. Une étude du Sacrifice d'Iphigénie est conservée à la Kunsthalle de Hambourg et une autre pour le rez-de-chaussée, Diane, Apollon et Nymphes se trouve à la Dulwich Picture Gallery à Londres.

Esquisses des fresques de Tiepolo pour la Villa de Merlengo
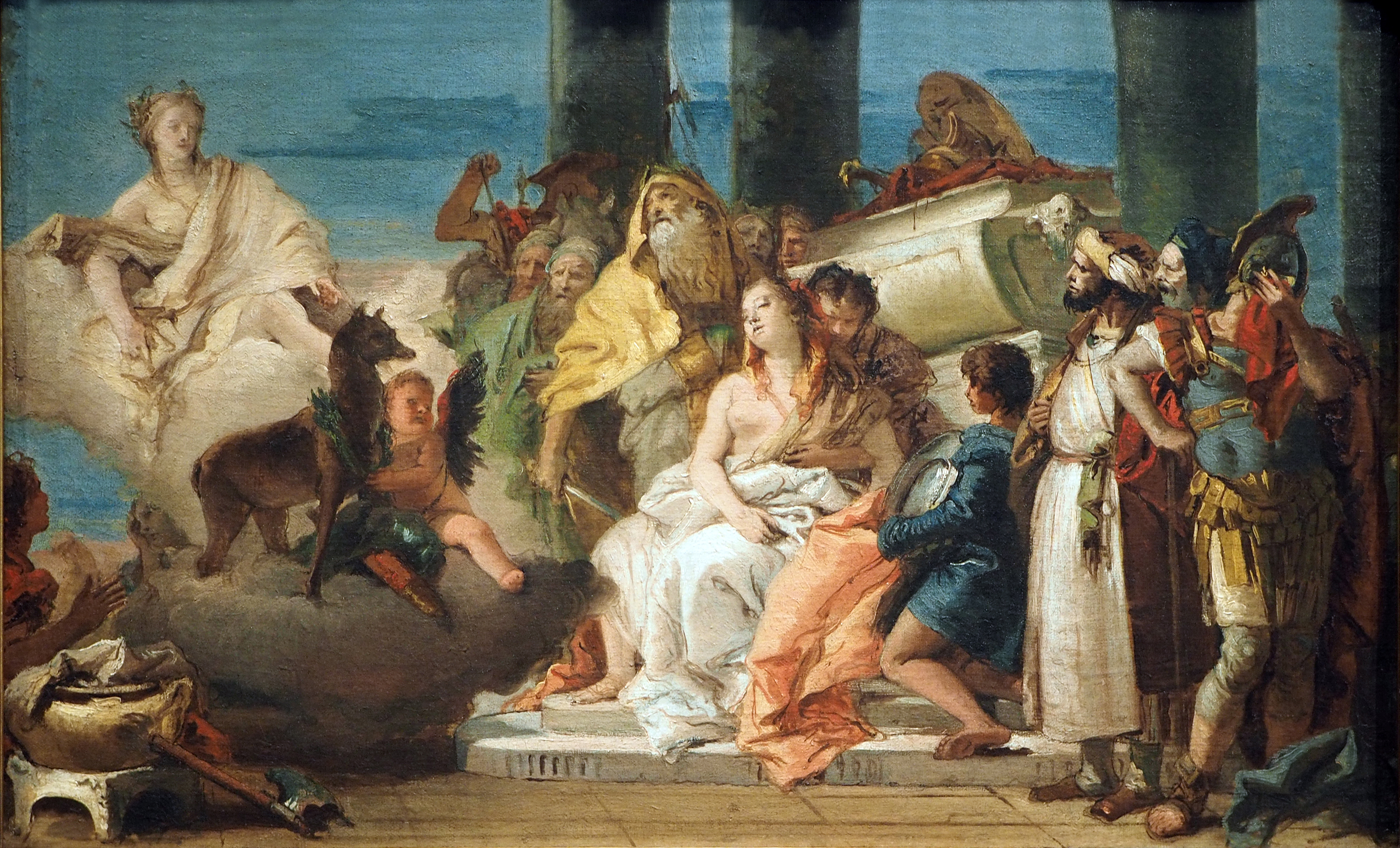
Le Sacrifice d'Iphigénie Giambattista Tiepolo, 1747-1750 Kunsthalle de Hambourg
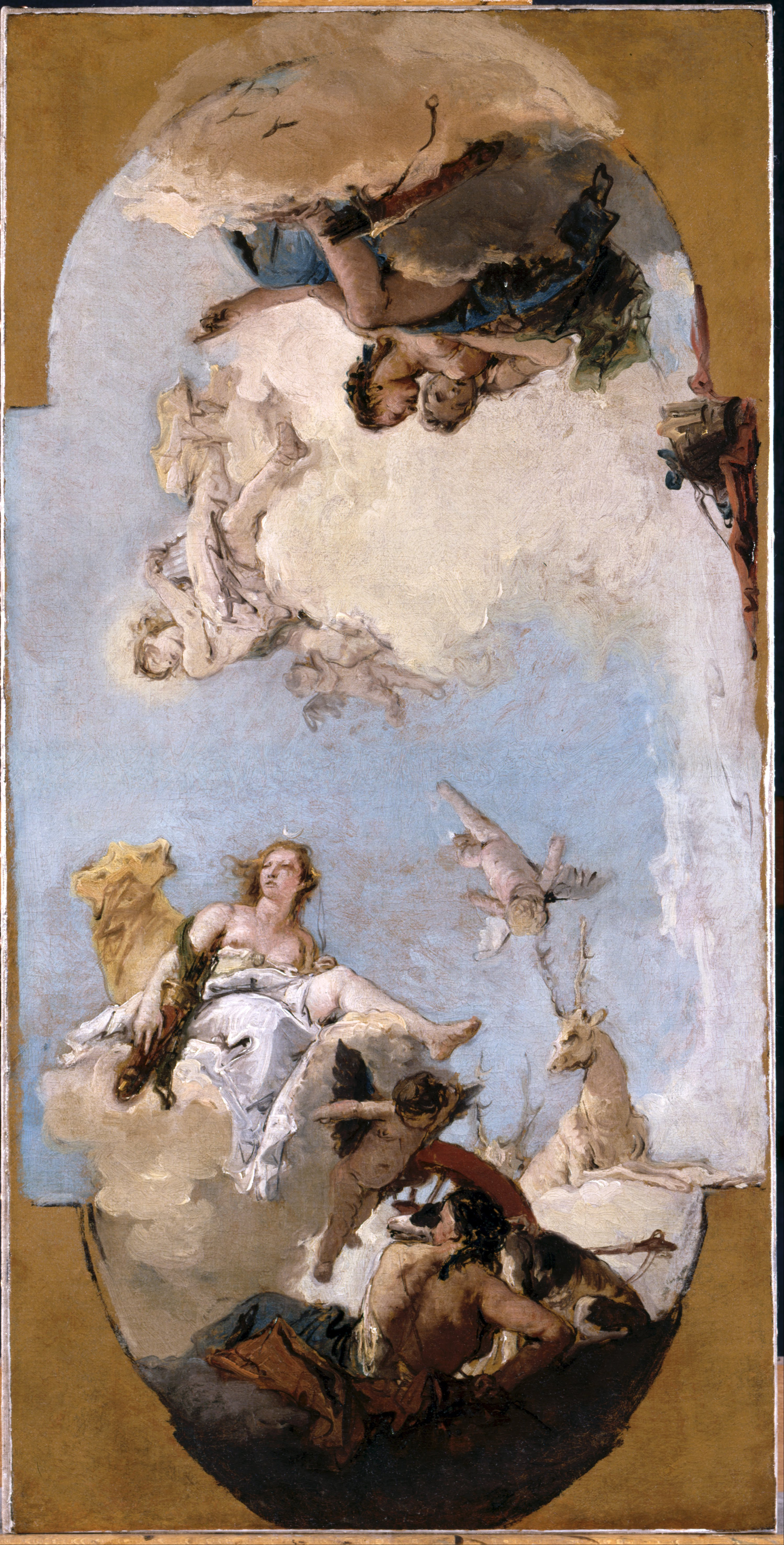
Diane, Apollon et Nymphes Dulwich Picture Gallery, Londres

## Économie
La commune est le lieu de création du groupe vestimentaire Benetton.

## Administration
| Période                                  | Période | Identité | Étiquette | Qualité |
| ---------------------------------------- | ------- | -------- | --------- | ------- |
|                                          |         |          |           |         |
| Les données manquantes sont à compléter. |         |          |           |         |

### Communes limitrophes
Paese, Povegliano, Trévise, Villorba, Volpago del Montello